# Enlairament i aterratge vertical (coet)

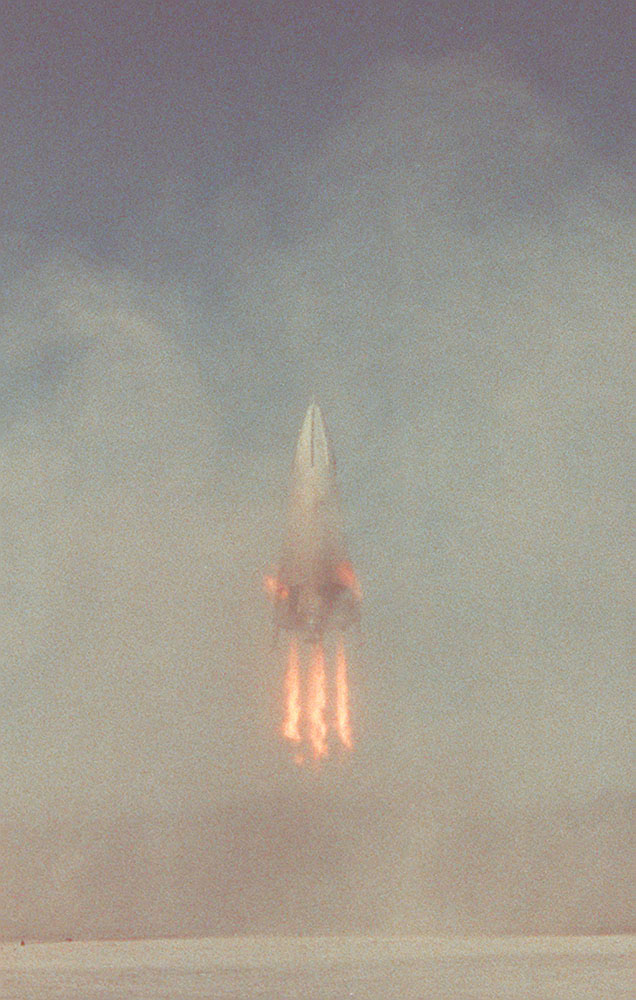
Aterratge del DC-XA en 1996

Un enlairament i aterratge vertical (de l'anglès Vertical takeoff, vertical landing o VTVL) és una forma d'enlairament i aterratge per a coets. Hi ha diversos vehicles VTVL comercials, però la majoria estan en fase de desenvolupament o en proves com a tecnologia bàsica pels coets reusables, popularitzats per dues empreses, Blue Origin i SpaceX, totes dues han demostrat la recuperació de vehicles de llançament, amb el New Shepard de Blue Origin assolint el primer aterratge vertical amb èxit després d'un vol de prova a l'espai exterior, i el Falcon 9 Flight 20 de SpaceX amb el primer aterratge amb un accelerador orbital comercial.
No s'han de confondre els coets VTVL amb les aeronaus que tenen la capacitat d'enlairar-se i aterrar verticalment, ja que utilitzen l'aire per al suport i la propulsió, com els helicòpters i els jets saltadors que es tracten d'aeronaus VTOL.
El 1961, es va demostrar per primer cop un coet VTVL personal, anomenat Bell Rocket Belt, el conegut jet pack.